# Карвальо, Леон
Артюр Леон Карвальо (фр. Arthur Léon Carvalho, также Léon Carvaille; * 18 января 1825 г. Порт-Луи, Маврикий; † 29 декабря 1897 г. Париж) — французский оперный певец-баритон, театральный режиссёр и директор, импресарио.

## Жизнь и творчество
Родился на принадлежавшем Великобритании острове Маврикий, в богатой креольской семье французского происхождения. Родители — Артюр Жозеф Рондо де Курси (Arthur Joseph Rondeaux de Courcy, 1800—1884) и Анна Мария Генриетта Лаура Карвальо (Anne Marie Henriette Laure Carvalho, 1807—1834).
В детстве приехал во Францию. Музыкальное образование получил в парижской Консерватории. В 1850—1955 годы выступает как баритон в театре Комической оперы (Opéra-Comique). В этом театре Леон знакомится с певицей (сопрано) Марией Миолан, на которой в 1853 году женится. В 1856 году Карвальо становится директором театра Комической оперы. В 1868 году Леон Карвальо также становится руководителем «Театра Ренессанс», однако в том же году вынужден объявить о банкротстве последнего и покинуть свои посты в обоих театрах. В 1872—1874 годы Леон Карвальо руководит «Театром Водевиль». В этом театре он в 1872 году первым ставит «Арлезианку» (L’Arlésienne) Жоржа Бизе (по мотивам пьесы Альфонса Доде).
В 1876 году Карвальо вновь возглавляет театр Комической оперы. Под его руководством здесь были поставлены оперы «Сказки Гофмана» Жака Оффенбаха, «Лакме» Лео Делиба, «Манон» Жюля Массне и другие.
25 мая 1885 года произошла катастрофа — во время спектакля (давали оперу Амбруаза Тома «Миньон») в зале вспыхнул сильный пожар, в результате которого погибли более ста человек. Как выяснилось позднее, причиной трагедии стало повреждение в системе освещения. Карвальо был обвинён в случившемся и приговорён к денежному штрафу и тюремному заключению, однако пересмотр дела в суде признал затем его невиновным. В конце 1890-х годов он вновь возглавил театр Комической оперы. Среди прочих музыкальных произведений здесь впервые прозвучали опера Массне «Сафо», Альфреда Брюно «Осада мельницы» и другие.
За заслуги в развитии театрального искусства Леону Карвальо было присвоено звание рыцаря Ордена Почётного легиона.